# Sceliphron curvatum
Sceliphron curvatum (F. Smith, 1870) è una specie di imenottero solitario appartenente alla famiglia Sphecidae. Originario dell'Asia è stato introdotto in varie parti del mondo.

## Descrizione
Sceliphron curvatum è lungo dai 15 ai 25 mm ed è nero con ornamenti gialli e rossi.

## Distribuzione e habitat
È originario di India, Nepal, Pakistan, Kazakistan e Tagikistan. È stata introdotta in Italia, Austria, Slovenia, Svizzera, Croazia, Francia, Germania, Serbia, Montenegro, Grecia, Repubblica Ceca, Slovacchia, Paesi Bassi, Polonia, Georgia, Russia, Bulgaria, Romania, Argentina e Cile.